# Clearest Blue
Clearest Blue è un singolo del gruppo musicale scozzese Chvrches, pubblicato nel 2015 ed estratto dal loro secondo album in studio Every Open Eye.

## Tracce
- Download digitale

1. Clearest Blue – 3:53

## In altri media
Il brano fa parte della colonna sonora del videogioco Forza Horizon 3, della serie televisiva The Politician e della serie televisiva britannica a tema LGBT+ Heartstopper (serie televisiva).